# Лойгинское сельское поселение
Лойгинское се́льское поселе́ние  или муниципальное образование «Лойгинское» — упразднённое муниципальное образование со статусом сельского поселения в составе Устьянского муниципального района Архангельской области России.
Соответствовало административно-территориальной единице в Устьянском районе — Лойгинскому сельсовету.
Административный центр — посёлок Лойга.

## География
Сельское поселение находится на востоке Устьянского муниципального района. Граничит с Киземским сельским поселением и Илезским сельским поселением Архангельской области, с Илезским сельским поселением Тарногского района и Нюксенским сельским поселением Нюксенского района Вологодской области.

## История
Муниципальное образование было образовано законом от 23 сентября 2004 года.
В сентябре 2022 года сельское поселение и остальные поселения муниципального района были упразднены и преобразованы путём их объединения в Устьянский муниципальный округ.

## Население
| 2006 | 2010  | 2011  | 2012  | 2013  | 2014  | 2015  |
| ---- | ----- | ----- | ----- | ----- | ----- | ----- |
| 1133 | ↗1306 | ↘1297 | ↘1240 | ↘1134 | ↘1059 | ↘1009 |
| 2016 | 2017  | 2018  | 2019  | 2020  | 2021  |       |
| ↘975 | ↘919  | ↘884  | ↘828  | ↘795  | ↘542  |       |

## Населённые пункты
На территории поселения находятся:
- Лойга
- Уфтюга